# Ford Motor Company of Australia

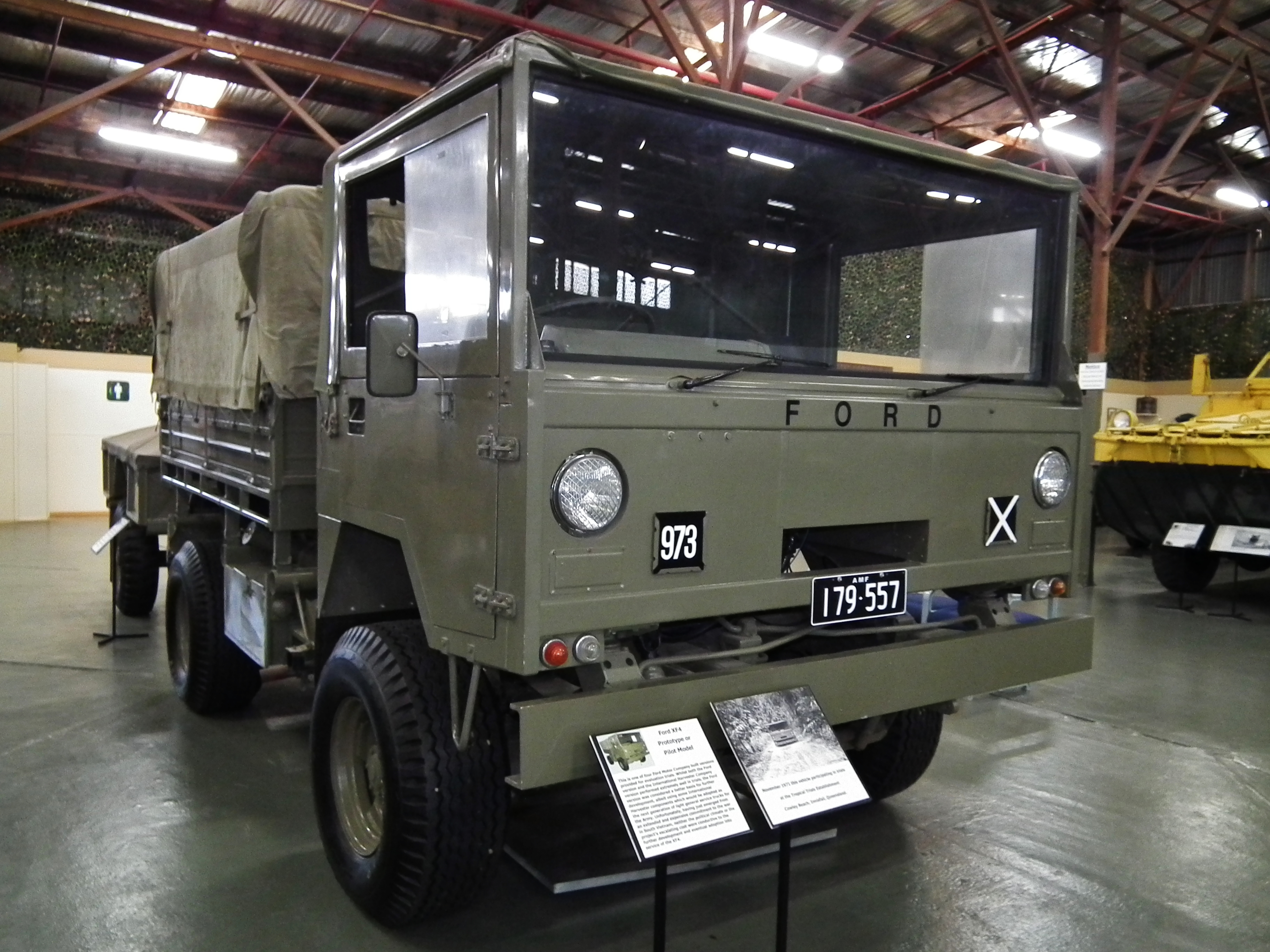
Protótipo do caminhão XF4

A Ford Australia é a subsidiária da Ford Motor Company na Austrália. Foi criada em 1925 na cidade de Geelong, Victoria. Em outubro de 2016 a Ford encerrou as produções de automóveis na Austrália por causa dos altos custos ou maus resultados.